# Munsterkerk Sint-Bonifatius (Hamelen)
De Munsterkerk Sint-Bonifatius (Duits: Münsterkirche St. Bonifatius) is een protestantse kerk in Hamelen. De voormalige kloosterkerk ligt aan de zuidwestelijke rand van de historische binnenstad. De kerk is het oudste kerkgebouw van de stad en wordt op het stadswapen afgebeeld.

## Geschiedenis

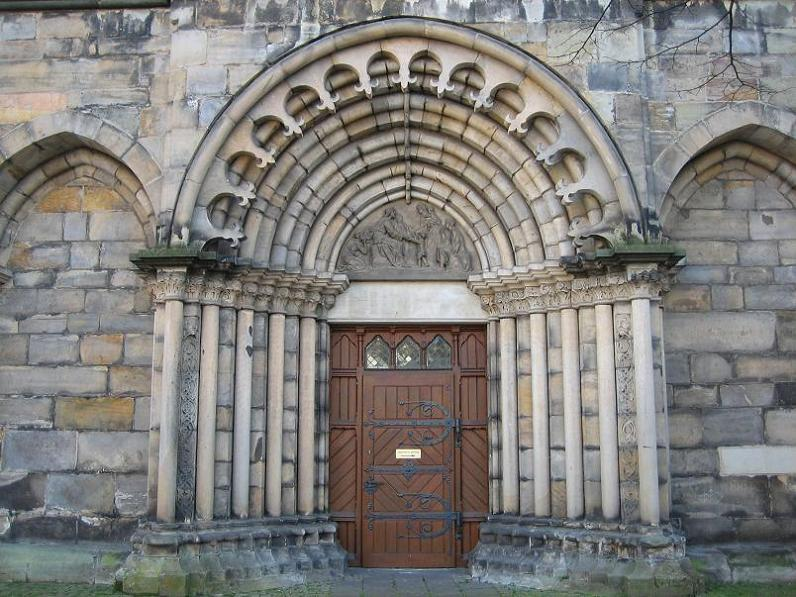
Noordelijk portaal

De crypte, het oudste deel van de kerk, dateert uit de stichtingsperiode en werd al snel na het jaar 800 als huiskerk door de saksische graaf Bernhard opgericht. Nadat de graaf en diens vrouw in het jaar 826 kinderloos stierven, verviel hun bezit aan de Benedictijnse rijksabdij Fulda. De abdij van Fulda liet er een nevenklooster oprichten. In het jaar 851 kwamen de relieken van de heilige Romanus aan in het klooster. Vanaf het jaar 1241 duikt de naam Sint-Bonifatius op.
Het klooster werd waarschijnlijk in de 11e eeuw in een collegiaal stift veranderd, binnen wiens rechtsgebied zich de nederzetting Hamelen kon ontwikkelen. Nu werd de romaanse kruisbasiliek gebouwd. In 1259, nadat de munsterkerk door brand werd getroffen, verkocht Fulda zijn bezit in Hamelen aan het prinsenbisdom Minden. In de eeuwen die volgden werden omvangrijke verbouwingen uitgevoerd, die leiden tot het huidige gotische aanzien.
In 1540 begon de reformatie in Hamelen, maar het stift kreeg pas in 1578 protestantse kapittelheren. Met de invoering van de protestantse leer werd het middeleeuwse interieur grotendeels verwijderd. Het stift zou nog tot 1848 als protestants klooster voortbestaan. In 1760 werd de kruisgang gesloopt ten behoeve van de stedelijke versterkingen. Troepen van Napoleon bezetten in 1803 de munsterkerk, die het gebouw gebruikten als paardenstal en voorraadschuur.
Na een langdurige verval werd de kerk vanaf 1870 door de architect Conrad Wilhelm Hase (1818-1902) herbouwd. In 1875 werd de kerk opnieuw gewijd. In 2012 werd het 1200-jarig bestaan van de kerk gevierd.

## Bouw
De huidige bouw laat duidelijk sporen zien van een bewogen geschiedenis. Romaans zijn het transept met de octogonale vieringtoren en de westelijke toren. Gotisch zijn het tot hallenkerk verbouwde kerkschip, het koor en de Elisabethkapel. De lantaarn op de vieringtoren is barok. De neoromaanse bouwvormen, die te vinden zijn aan de noordkant van de kerk maar ook aan de torens, dateren van de restauratie in de jaren 1870-1875. Het interieur dateert voor het grootste deel uit de 20ste eeuw.

## Afbeeldingen

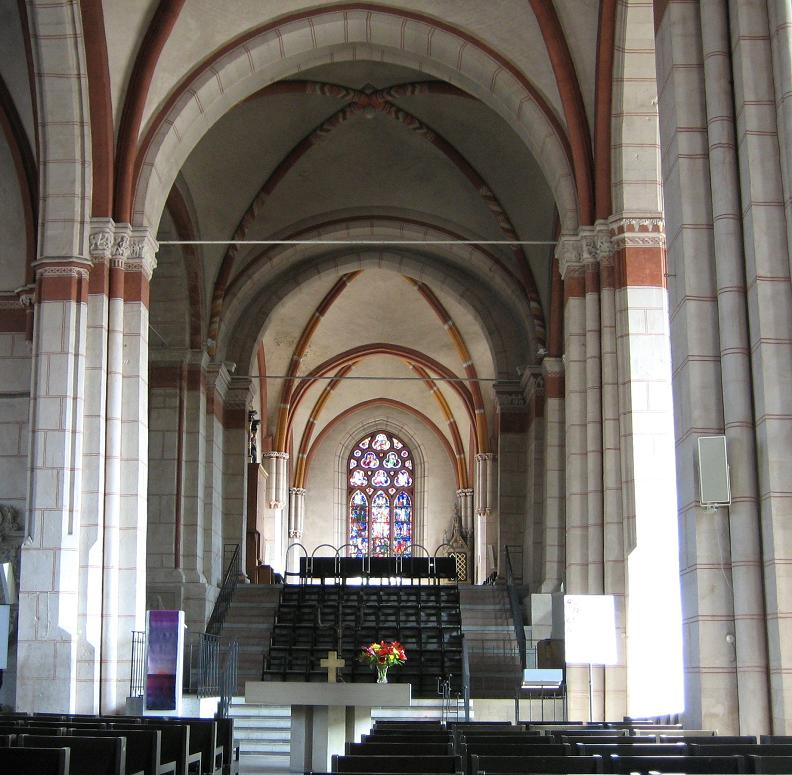
Interieur
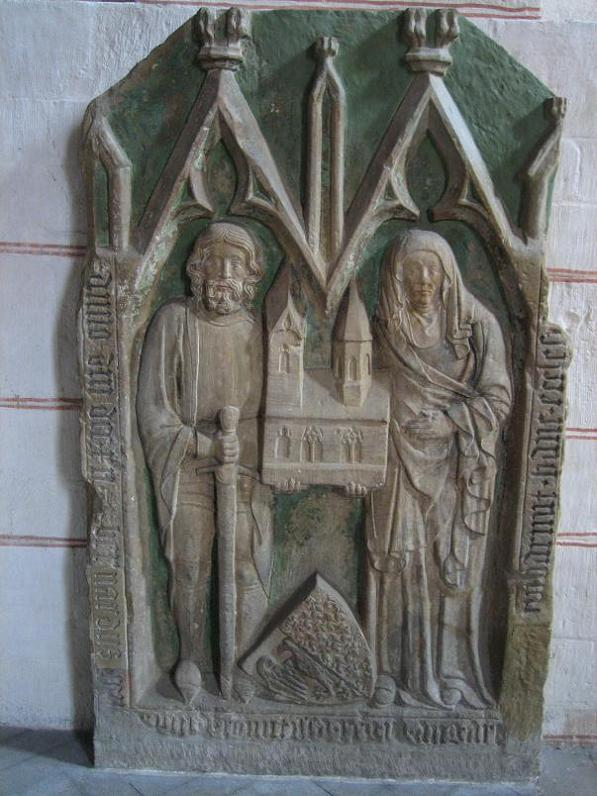
14e-eeuwse steen met daarop de stichters van de kerk
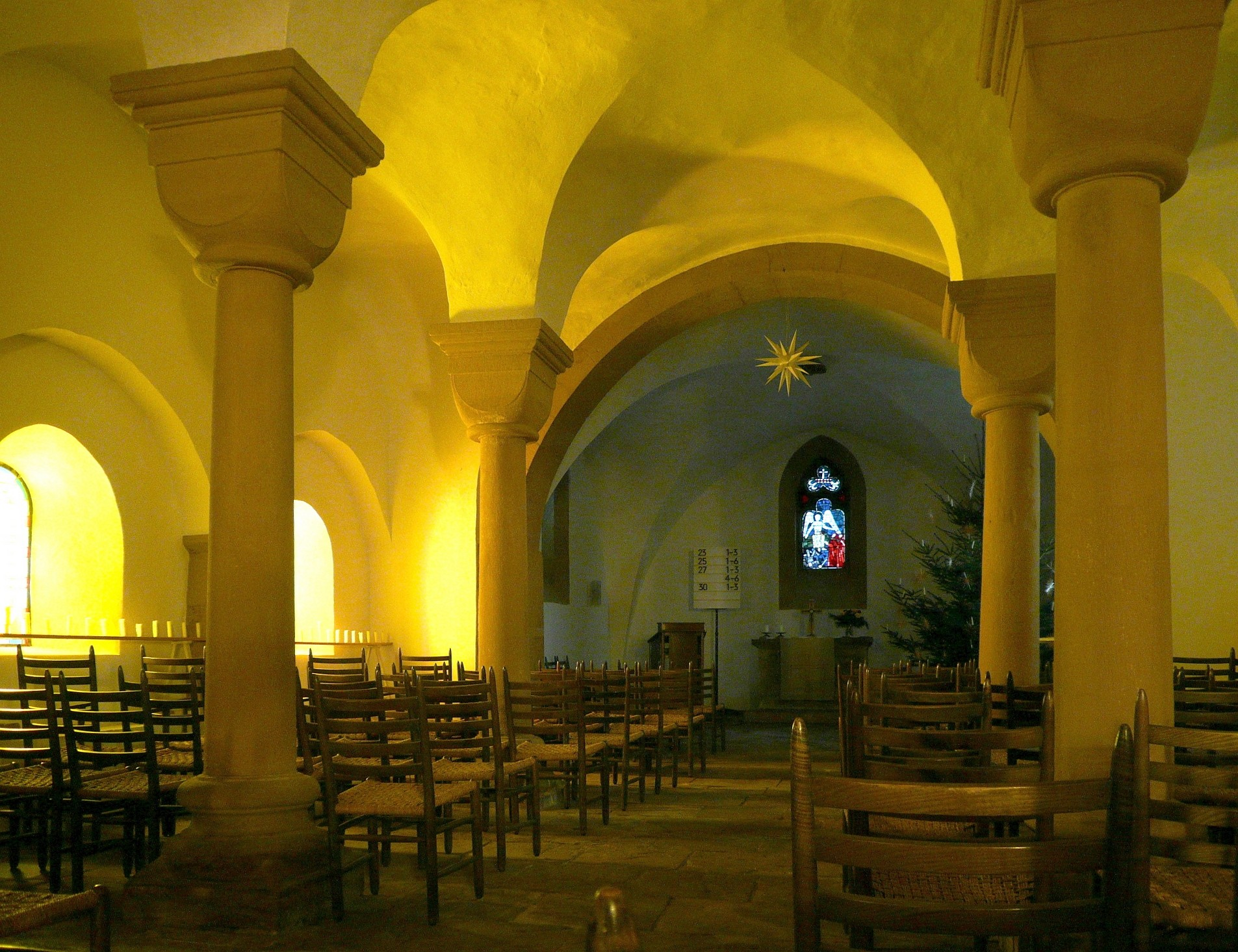
Crypte